# Мартьяновы
Мартьяновы — древний дворянский род.
Род внесён в VI, II и III части родословной книги: Владимирской, Курской, Московской, Нижегородской, Новгородской, Псковской, С.-Петербургской и Смоленской губерний.
Ефим Саввич Мартьянов, - дворян Новгородского уезда, лейб-компании гренадер, вице-капрал (с 24.11.1754), участник дворцового переворота 1741 года, высочайше подтверждён в потомственном дворянском достоинстве Всероссийской Империи (31.12.1741). Жалован дипломом на дворянское достоинство (25.11.1751) (диплом лейб-компанский). Герб внесён в Часть 7 Общего гербовника дворянских родов Всероссийской империи, стр. 17.

## Происхождение и история рода
Предок рода Никита Михайлович Мартьянов-Ставровский, выехал из Литвы в Москву к великому князю Ивану III Васильевичу (1471).
Михаил Маркович Мартьянов жалован грамотой на вотчину (1654).

## Описание герба
В зелёном поле щита, изображены три серебряные полумесяца рогами вверх, два вверху и один внизу и между ними посредине щита горизонтально означена золотая зубчатая полоса.
На щите дворянский коронованный шлем. Нашлемник: три страусовых пера. Намёт на щите зелёный, подложенный золотом.

## Известные представители
- Мартьянов Тимофей Фёдорович — московский дворянин (1692)[2].